# Krueng Aceh
Krueng Aceh – rzeka w Indonezji, leżąca na północnym krańcu Sumatry. Rzeka ma długość 145 km, a powierzchnia zlewni wynosi niecałe 2 km².